# An-Nahar
An-Nahar (arabiska: النهار, Dagen) är en libanesisk dagstidning som ges ut i Beirut. Den grundades 1933 av Gebran Tueni och är idag en av Libanons största tidningar.